# Honschaftskapelle Dünn

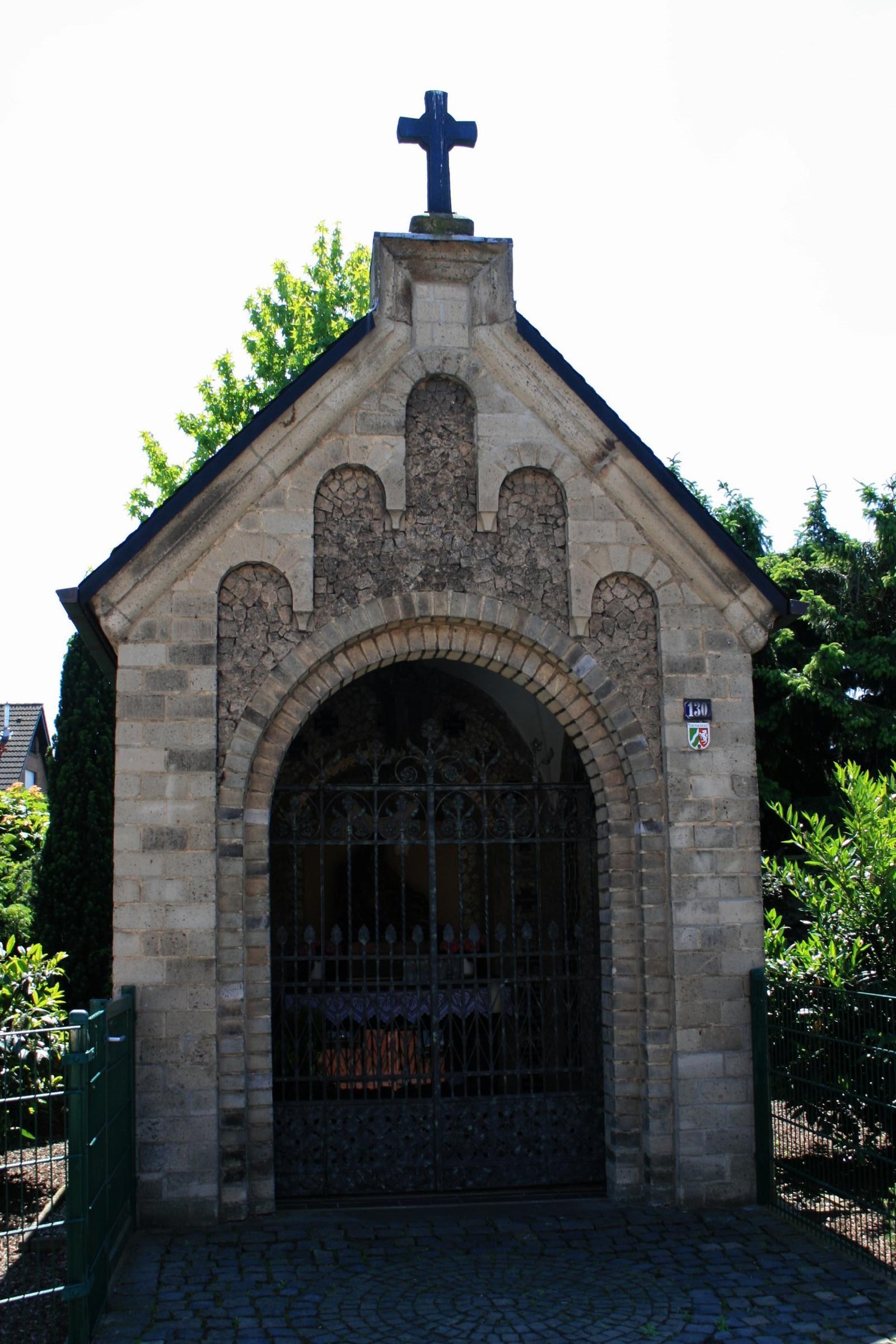
Honschaftskapelle (2010)

Die Honschaftskapelle Dünn steht im Stadtteil Neuwerk-Dünn in Mönchengladbach (Nordrhein-Westfalen), Dünner Straße 130.
Das Gebäude wurde in der Mitte des 19. Jahrhunderts erbaut. Es ist unter Nr. D 026 am 10. Oktober 1995 in die Denkmalliste der Stadt Mönchengladbach eingetragen worden.

## Architektur
Die Kapelle liegt an der Dünner Straße gegenüber dem Eingang zum Gatherskamp. Es ist eine kleine giebelständige Tuffsteinkapelle unter Schieferdach in neoromanischen Formen. Ein rundbogiger, profilierter Eingang wird flankiert von Lisenen, die in einen zum Giebel ansteigenden Rundbogenfries mit Gesimsabschluss überleiten, der an der Giebelspitze von einem Kreuz betont wird. An den Traufseiten befindet sich je ein Vierpassfenster in einem durch Tuffsteinbrocken geprägten Wandfeld, das ebenfalls von Lisenen und einem Rundbogenfries gefasst wird. Das Innere wird von einem rundbogig abgetrennten Chor und den mit Tuffsteinbrocken gemauerten, z. T. von weißen Kieseln verzierten Wänden unter verputzten Gewölbekappen gestaltet. Es dient als Kriegergedächtnisstätte.